# 巴黎小环线铁路
巴黎小环线铁路（法語：Ligne de Petite Ceinture），是一条环绕巴黎一周的复线老铁路线，修建在环城元帅大道的内侧。其线路于1852年开始修建，1862年建成通车。如今这条小环线铁路的大部分呈废弃状态，且中间有一段铁轨已经被拆除。
与巴黎小环线铁路对应的是巴黎大环线铁路。

## 概述

### 起源
19世纪中叶，巴黎向周边辐射的铁路网经过数年修建已初具规模。不过当时这些铁路网在巴黎市内终止于七大相互独立的火车站，路网和火车站之间没有铁路连接，且市内道路尚不完善，给乘客和货商带来了不便。另外自1841年起，巴黎市政府修筑城墙以保护巴黎，城内的军需补给需要一条物资供应线。
运营各大铁路网的运营商对修建这样一条连接各路网的联络环状线持保留态度，不过巴黎市政府却乐意修建这样一条环状线，因为这同时还可以为城内的失业者提供一份工作。于是，法国政府决议修建这条环状线，命名为“Ceinture”，并拨款400万法郎作为修建费用。各大铁路公司额外提供100万法郎，并且还要成立运输联合会以共同运营这条环状线。1861年6月14日政府向公众发布了线路资讯，环城铁路将在原来基础上延长到巴黎左岸，并额外花费2200万法郎。
这条长32公里的环城铁路沿元帅大道前行，有的路段建在高架桥上，有的路段建在壕沟中，个别路段途径隧道。将为城内的客流物资周转，以及军事补给提供便利。

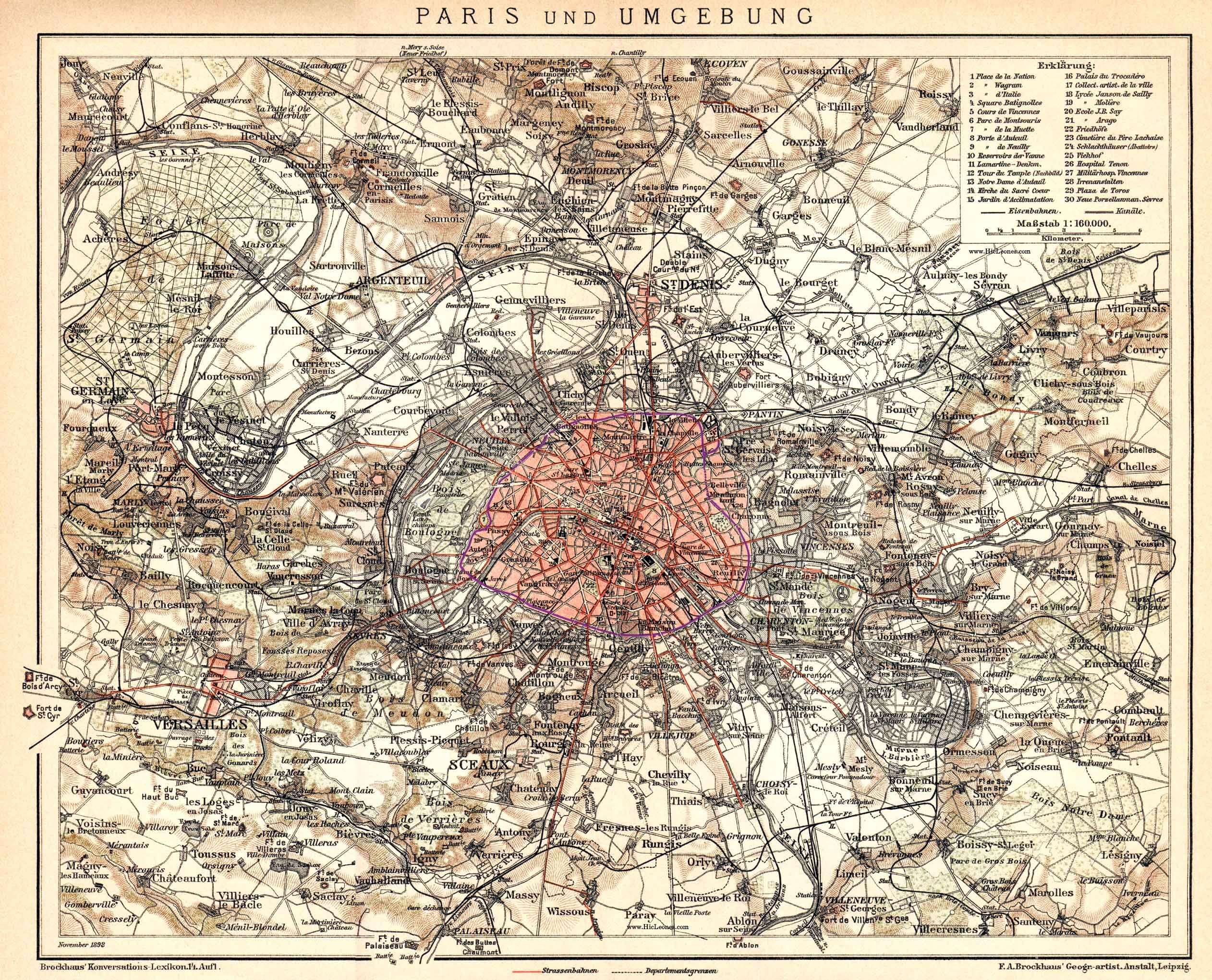
1898年的巴黎及周边铁路网，图中紫色环即环城铁路

1852年12月11日，小环线铁路的第一段——北站路网－巴蒂尼奥勒（Batignolles）完工。1854年3月25日，线路向东延长至贝尔西（Bercy）。同年5月2日，线路向西延长至欧特伊（Auteuil）。1867年2月25日，小环线铁路左岸路段完工，接着线路又新增一条小分支前往战神广场（Champs de Mars）。1869年3月25日，小环线铁路全部路段建成。而在巴黎右岸，小环线铁路一开始就被建在马路的同一水平面上。后来为迎接1889年世界博览会，原有的平交道被移除，同时，东部车站月台平面被升高5米，特别是在万塞讷庭院（Cours de Vincennes）一带，而北部月台平面则被降低了6－7米。
环城铁路通车伊始即颇有效益。1855年，环城铁路右岸部分就运送了78万吨货物，其中2万吨为巴黎当地物资转运，其余则为外地物资。1862年7月14日，小环线铁路迎来了第一批乘客，往返巴蒂尼奥勒－克利希（Clichy）和拉佩（Rapée）－贝尔西之间，之后全线逐步开放客运服务；普法战争期间的1870年7月16日至1871年3月17日就有80万人乘坐。不过这场战争也暴露出该环城铁路运能不足的问题。另一条环城铁路——巴黎大环线铁路于1877年运行，并逐渐分流了巴黎小环线铁路货运列车，有效地缓解了其负载饱和。1878年, 线路的年客流量达到500万，1900年，达到3900万。

### 衰落

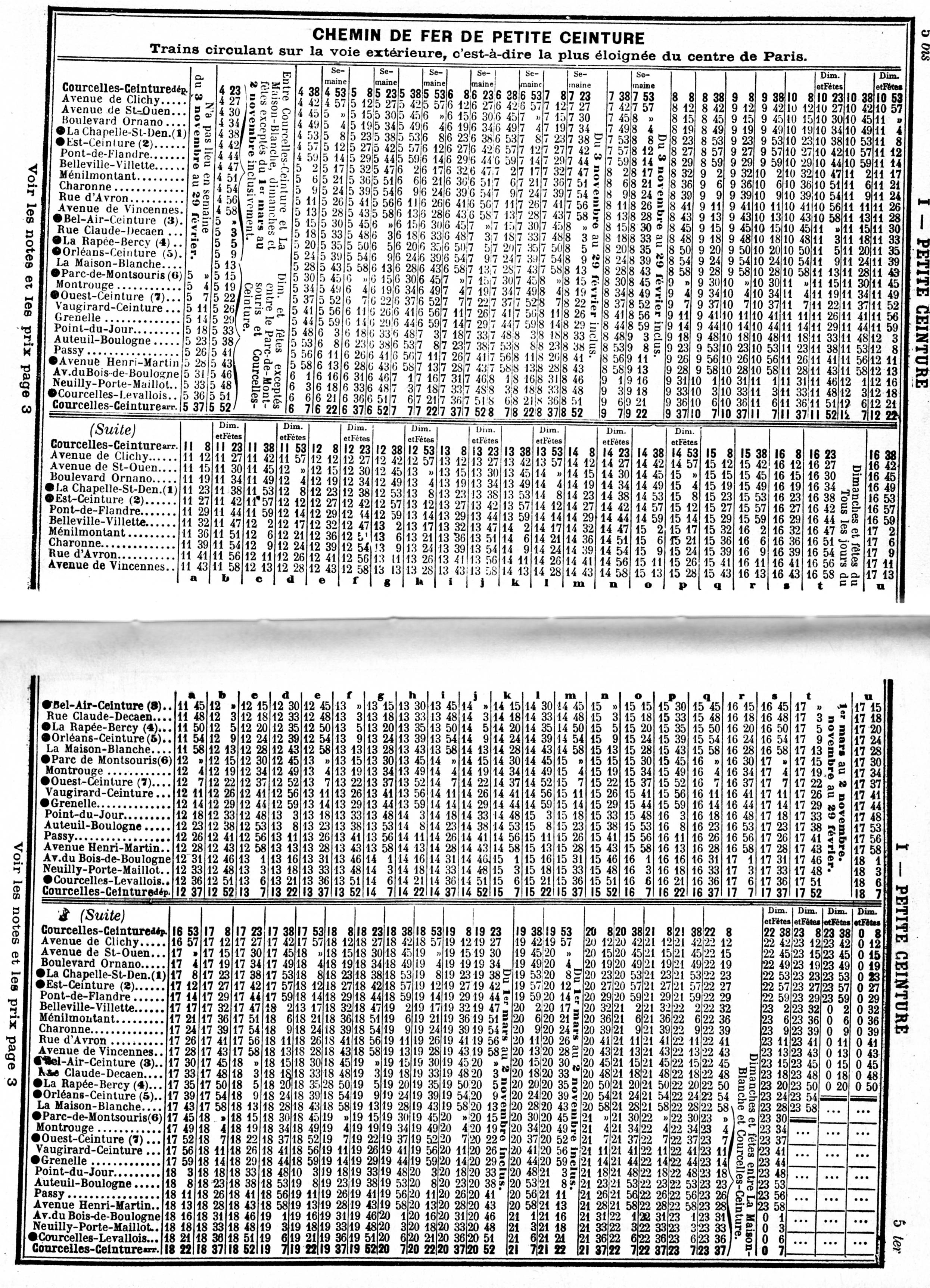
1914年的列车时刻表

1900年之后，随着巴黎地铁各条线路的先后开通，小环线铁路的客流量逐渐下降。运输联合会几次试着要把这条铁路转交给地铁运营商巴黎城铁公司（CMP），但都没有结果。最终，联合会陷入巨大的财政危机而难以为继，而客流量仍然没有起色，即使1931年的国际殖民展览会时期的服务优化增值也无济于事。
1931年6月7日巴黎市政府收到一份关于小环线铁路的报告，这份报告的作者乔治·普拉德（Georges Prade）明确指出1890年代线路客流达到高峰时，其客流量也未曾高过巴黎市内交通客流量的10%，而1930年更是只有1%。据此，他在报告中表示小环线铁路可不再对乘客开放。随后，巴黎市政府通过决议，决定停止小环线铁路的客运服务。1934年4月1日起，小环线铁路客运服务正式停止。

### 后续发展
1934年7月22日，政府批准运输联合会不再开放客运服务。而之前的7月16日，巴黎公交公司已为之开通了公交车服务进行替代，包含3条公交线路：PC1，PC2和PC3。这三条公交线路一直运行至今。
小环线铁路西段的卡迪内桥和欧特伊之间又叫做“欧特伊线”（Ligne d'Auteuil），路線相对独立，在1934年小环线铁路停止客运服务之后仍然继续运送乘客，并已于1920年代进行了电气化改造，配备了供电轨道。这条路線又接着运作了51年， 直至1985年关闭进行施工，以应对RER C线计划中的西北支线。1988年9月25日，经过施工改造的欧特伊线中段被整合进RER C线的西北分支重新投入使用。而北段没有整合进C线而是独立出来，以穿梭式小火车运营至1996年7月，之后改用公交车。南段铁轨则于1993年夏被拆除。
连接巴黎十五区和巴黎十六区的欧特伊高架桥为小环线铁路的一部分，后于1962年被拆毁，并重新建起了一座单层公路桥，即加里利亚诺桥。
1934年后小环线铁路上仍然有货运列车来往，如南部的雪铁龙工厂（1976年终止）和沃日拉尔屠宰场（Abattoirs de Vaugirard，1979年终止）；巴黎十三区奥林匹亚德商业住宅区（Olympiades）的戈布兰货场直至1991年终止，小环线铁路上的货运列车到1990年代初最后停运。

## 车站
以下车站按顺时针方向分布于小环线铁路上：

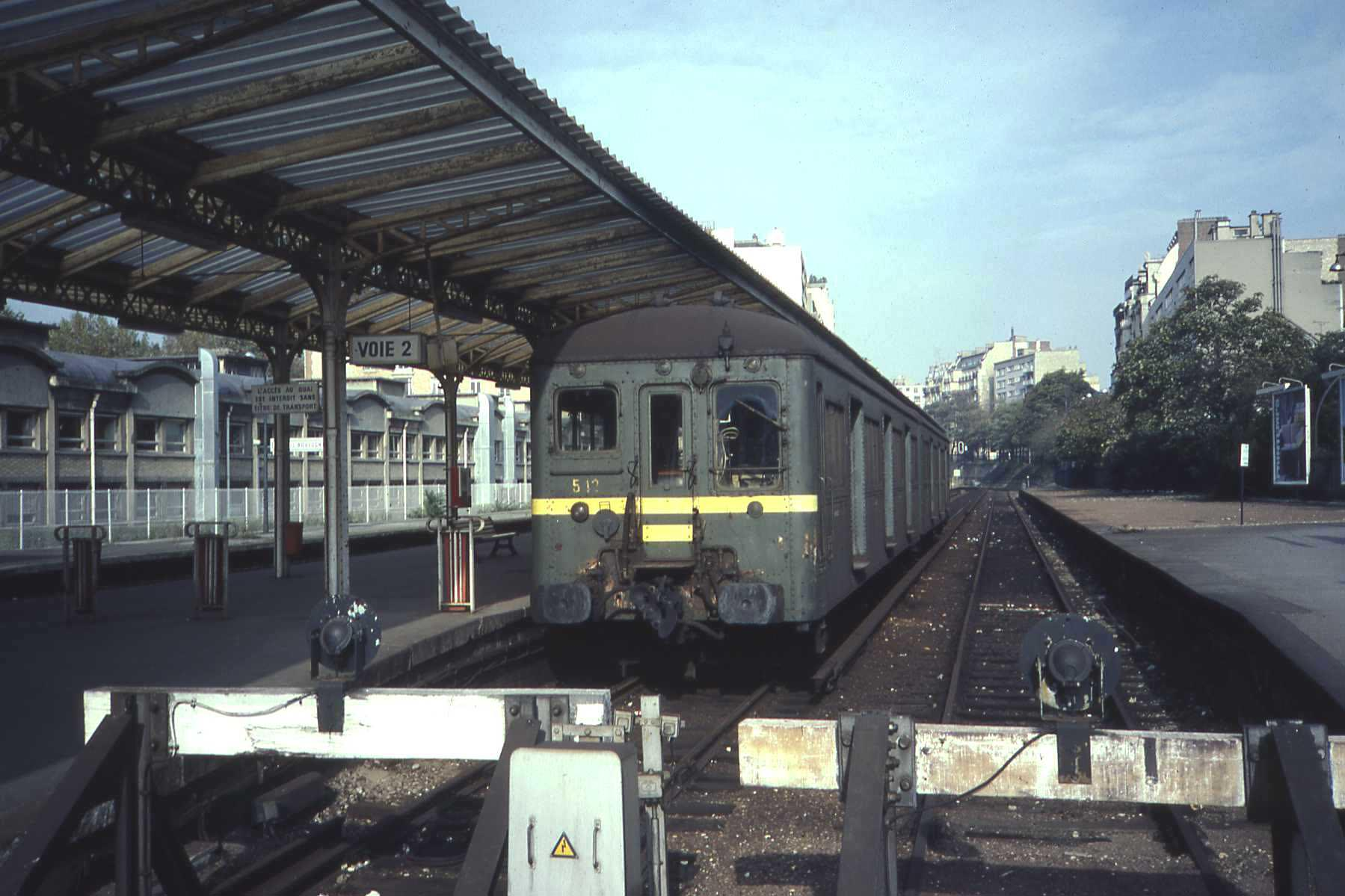
1982年的欧特伊-布洛涅站

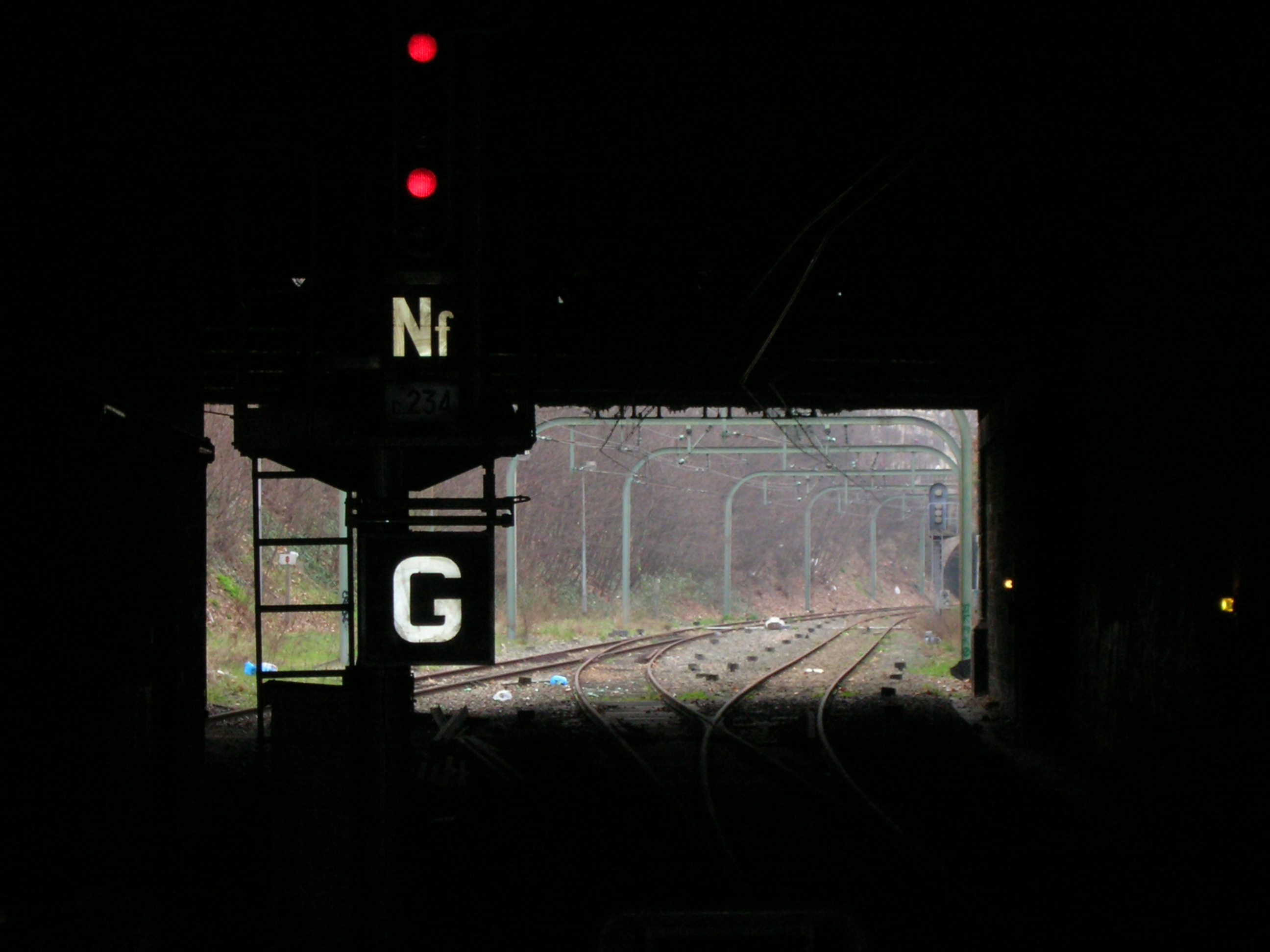
RER C线上看环城铁路，信号灯显示禁止驶入

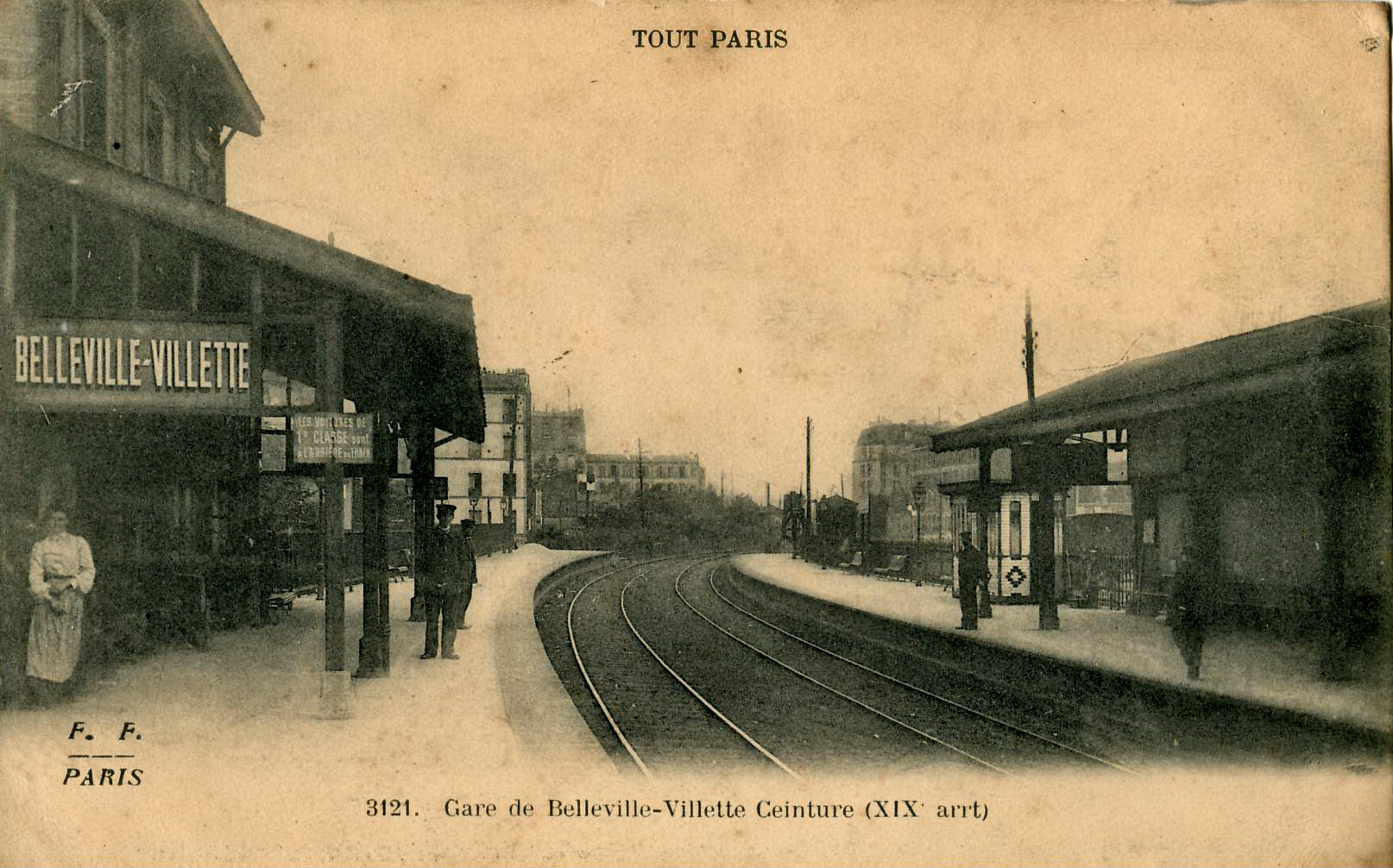
20世纪初的美丽城-维耶特站

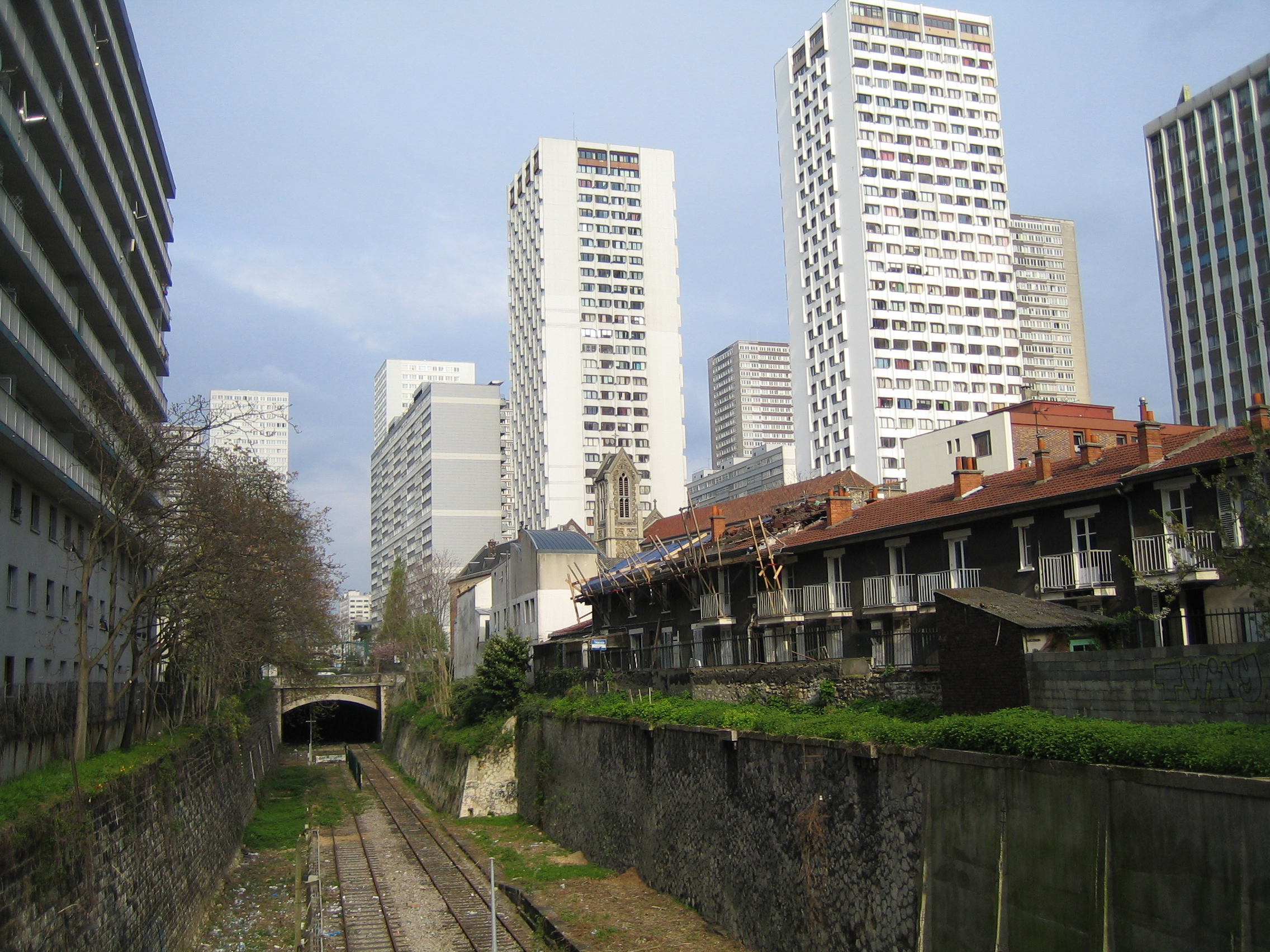
巴黎十三区的环城铁路

- 欧特伊-布洛涅站（Auteuil-Boulogne）
- 帕西-犬舍站（Passy-la-Muette）
- 亨利·马丁街站（法语：Gare de l'avenue Henri Martin）（现为RER C线上的车站）
- 布洛涅森林大街站（现为RER C线上的车站）
- 讷伊-马约站（法语：Gare de Neuilly - Porte Maillot）（现为RER C线上的车站）
- 库尔塞勒-勒瓦卢瓦站（法语：Gare de Pereire - Levallois）（现为RER C线上的车站）
- 库尔塞勒-环线站（Courcelles-Ceinture，客运服务终点，现已拆毁）
- 巴蒂尼奥勒站（Batignolles，在通往圣拉扎尔车站的铁路分岔点）
- 克利希街站（Avenue de Clichy，现为RER C线上的车站，不过车站位置已迁移）
- 圣旺街站（Avenue de Saint-Ouen）
- 奥尔纳诺大道站（Boulevard Ornano）
- 小教堂-圣德尼站（La Chapelle-Saint-Denis）
- 东站-环线站（Est-Ceinture，小停靠站）
- 佛兰德桥站（Pont de Flandre）
- 美丽城-维耶特站（Belleville-Villette，同时作为货车站）
- 梅尼尔蒙唐站（Ménilmontant）
- 沙罗讷站（Charonne，车站现已成为多媒体音乐厅）
- 阿夫龙路站（Rue d'Avron，同时作为货车站）
- 万塞讷街站（Avenue de Vincennes）
- 美天环线站（Bel-Air Ceinture）
- 克洛德·德康路（Rue Claude Decaen）
- 贝尔西-环线站（Bercy-Ceinture）
- 拉佩-贝尔西站（La Rapée-Bercy，曾作为小编组站）
- 奥尔良-环线站（Orléans-Ceinture）
- 白楼站（Maison Blanche）
- 蒙苏里公园站（Parc de Montsouris）
- 小蒙鲁日站（Petit-Montrouge）
- 西部环线站（Ouest Ceinture）
- 沃日拉尔屠宰场站（Abattoirs de Vaugirard，仅用作牲畜运输）
- 沃日拉尔环线站（Vaugirard Ceinture）
- 格勒内勒-环线站（法语：Gare du Pont du Garigliano）（现为RER C线上的车站）
- 黎明站（Point-du-Jour）

除此之外，还有戈布兰货场、冰库-让蒂伊（Glacière-Gentilly，1990年代曾作为巴黎地铁14号线的试车场）、格勒内勒货场（Grenelle-Marchandises，已被法国电视台总部大楼和乔治·蓬皮杜欧洲医院代替）等支线站、货站、编组站等次要车站。

## 现状

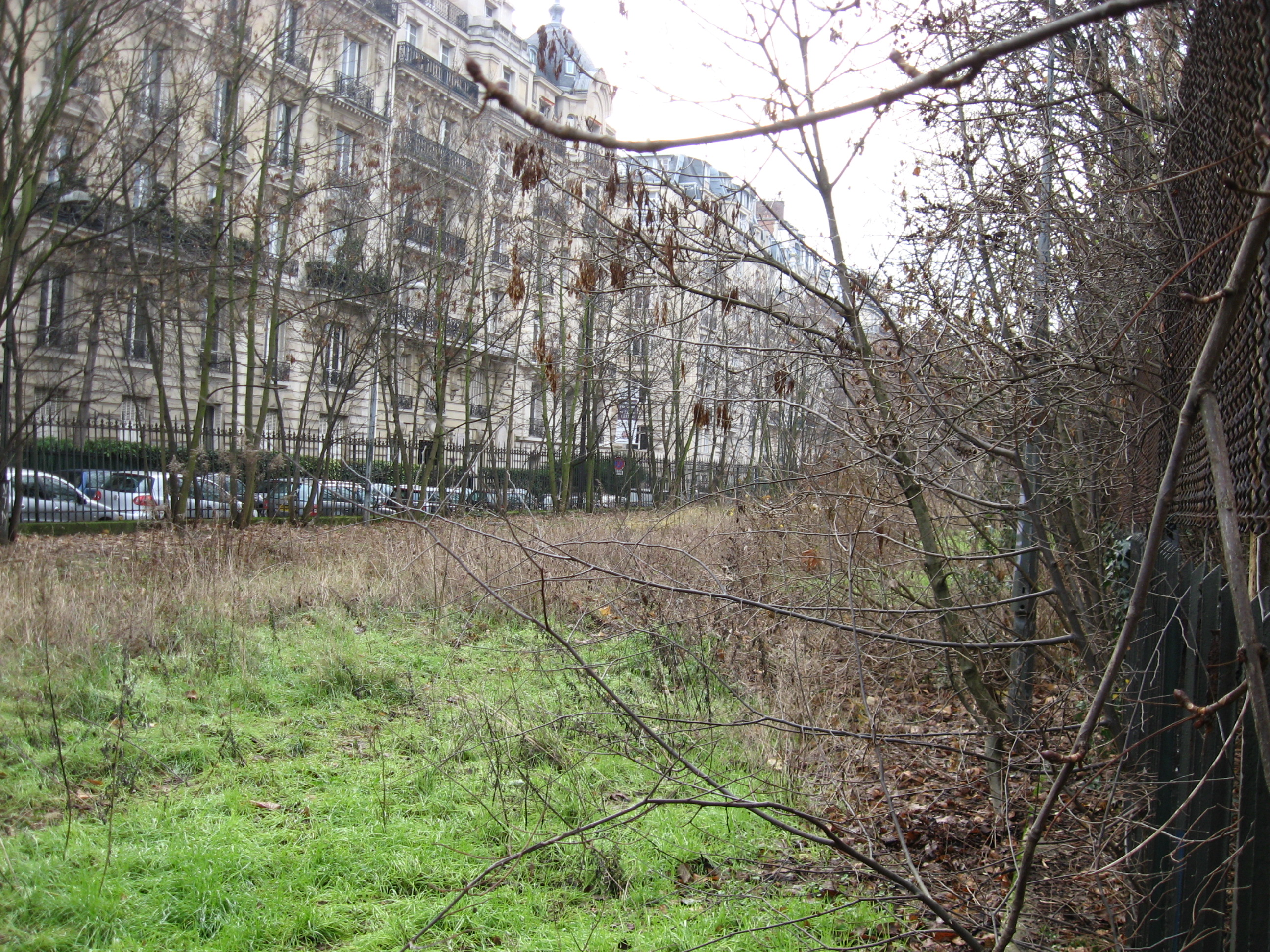
环城铁路最西段铁轨已被拆毁，壕沟已被填埋

现在的环城铁路实际上为23公里长的废弃铁路，呈半东环状，因为其西部路段一部分被整合进RER，一部分铁轨已经被拆毁。几年前在巴黎十三区对法兰西街的施工将线路东南部切断；而巴黎路面电车2号线南延段的相关施工也曾将维克多大道（Boulevard Victor）连接线切断，至2007年年初才修复；在东北部，克里木路（Rue de Crimée）和马南路（Rue Manin）十字路口的环城铁道内线也被切断，为的是腾出空间安装道路支撑柱。
虽然环城铁路已废弃并且多处切断，但有少许土木工程却得到保留和改善。比如2006年中，佛兰德街上方的铁桥得到拓宽；2007年，法国国家铁路公司（SNCF）还对环城铁路北段和东段的支撑柱进行了研究，以得出环城铁路的硬件现状。
1942年3月22日制定的相关法律第五条（1969年6月10日经修改）严格禁止民众进入环城铁路路轨上。环城铁路的大部分路段都用铁栅栏或围墙隔开，但这并不能阻止一些散步爱好者，他们经常潜入到铁路上。不过，环城铁路西段，即铁轨被拆除的那一部分却对公众开放。
另外，尽管环城铁路的一部分已被生活垃圾所污染，但它被普遍认为是生物多样性的一个保护区。废弃的站台由于行人难以接近，而长满了各种植物和树木，在旺沃门（Porte de Vanves）附近的一个隧道里，生活着1500种蝙蝠。
不过环城铁路并非完全与人的活动隔离开来，在原先的磨坊车站上，克洛德·德康路边，让-雅克·瓦兰（Jean-Jacques Varin）租用了路轨的一部分，用于风景画家的活动。

## 未来发展方案

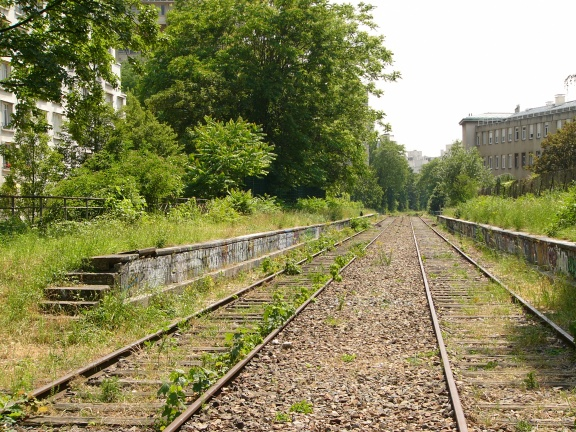
环城铁路废弃的月台

目前已经有多个重新利用小环线铁路的方案被提出：
- 将小环线铁路重新利用作为地铁，电车，轻轨或货运专线：尽管巴黎路面电车2号线南延段和3号线都未行走环城铁路，但其可行性是有的，3号线的东延段行走环城铁路并无难度，但这种情况下，环城铁路需要部分重建。

- 用作露天植物园：即复制原有万塞讷线（Ligne de Vincennes）的模式，实际上在巴黎市政府与法国铁路网当局的备忘录中即存在此计划。而2006年春，巴黎市议会对此也表示接受。但反对者认为，环城铁路建在壕沟中和高架桥上的路段由于地势原因难以接近，而建在隧道中的路段，特别是长隧道路段修建植物园对公众不具有太多吸引力。

- 用作自行车径：有一个自行车爱好组织已经提出将环城铁路转变为自行车径的方案，这个方案可以使自行车爱好者避开机动车和行人，增加安全性，另外环城铁路坡度较小，对于骑自行车是一大利好，只是在地势较深和较高的地段需要安装升降机。

- 用作铁路自行车游览线。

- 用作马车径：建筑专科学校的一名学生索菲·古拉（Sophie Goulas）提出，可以让马车从布洛涅森林直达万塞讷森林。

- 恢复小环线铁路的早期功能，即连接各大铁路路网，可与当前的巴黎左岸街区相配套，便于来自东南部的人们前往那里。

## 图片

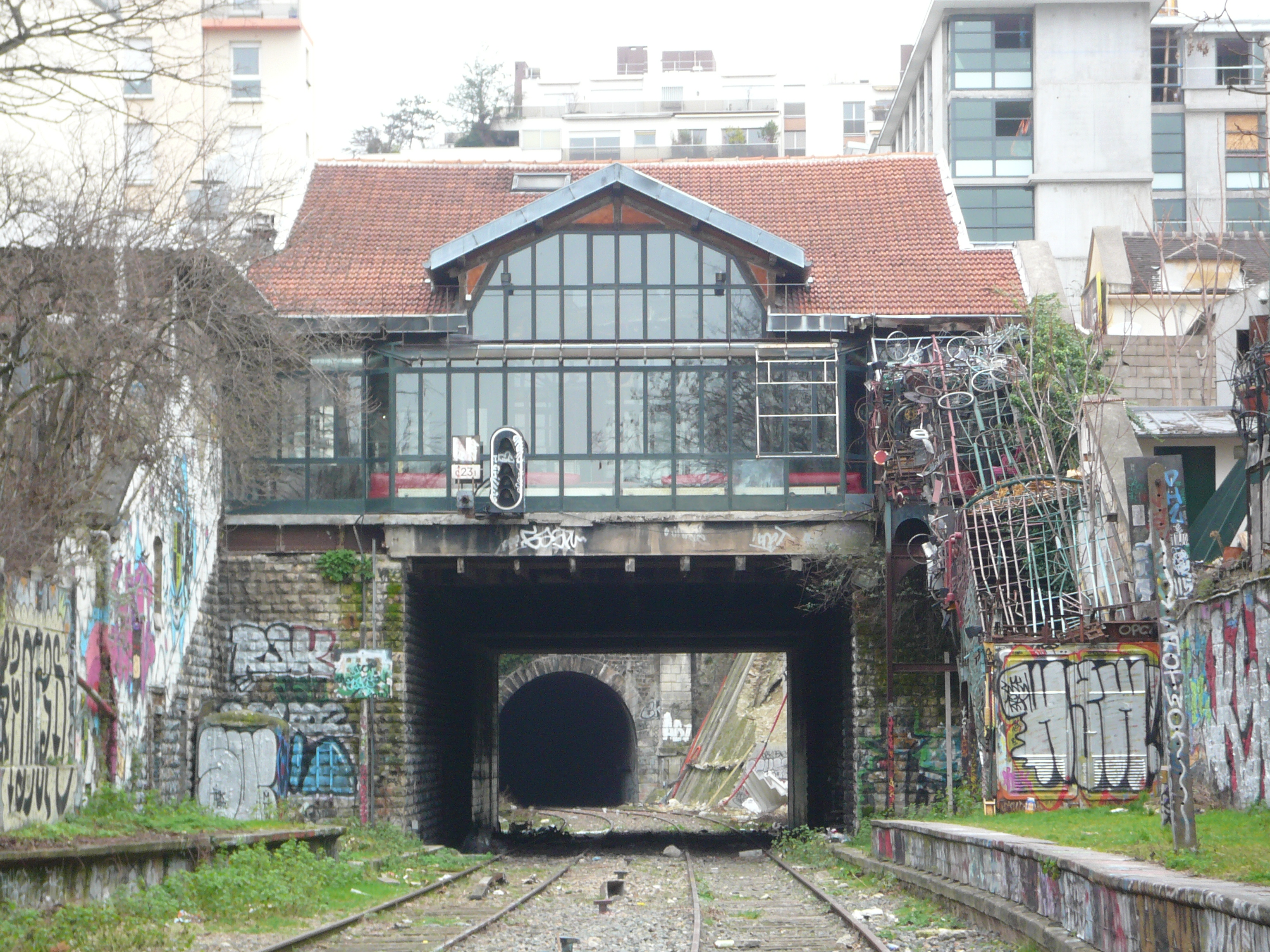
已移作它用的沙隆站
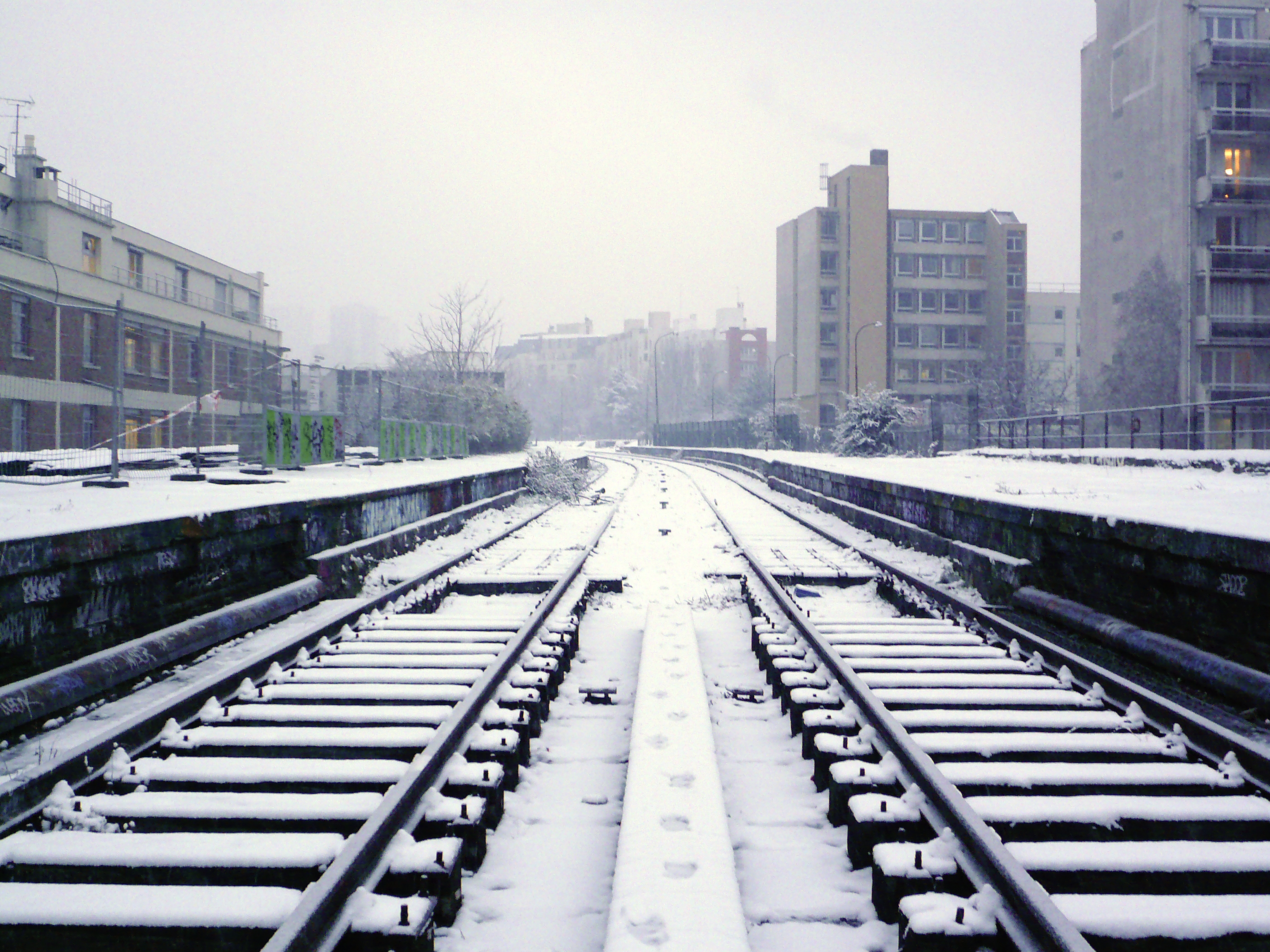
大雪后的万塞讷街站
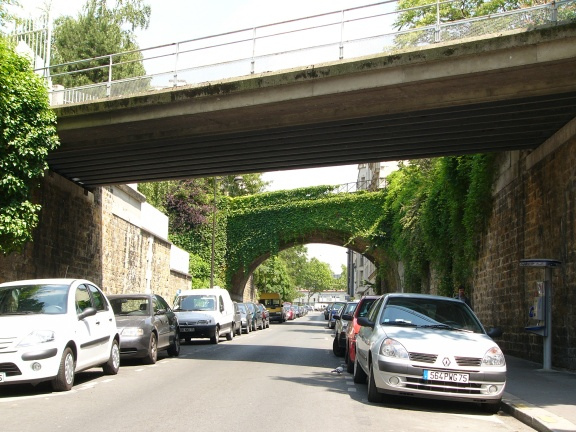
铁路桥从马路上方横过
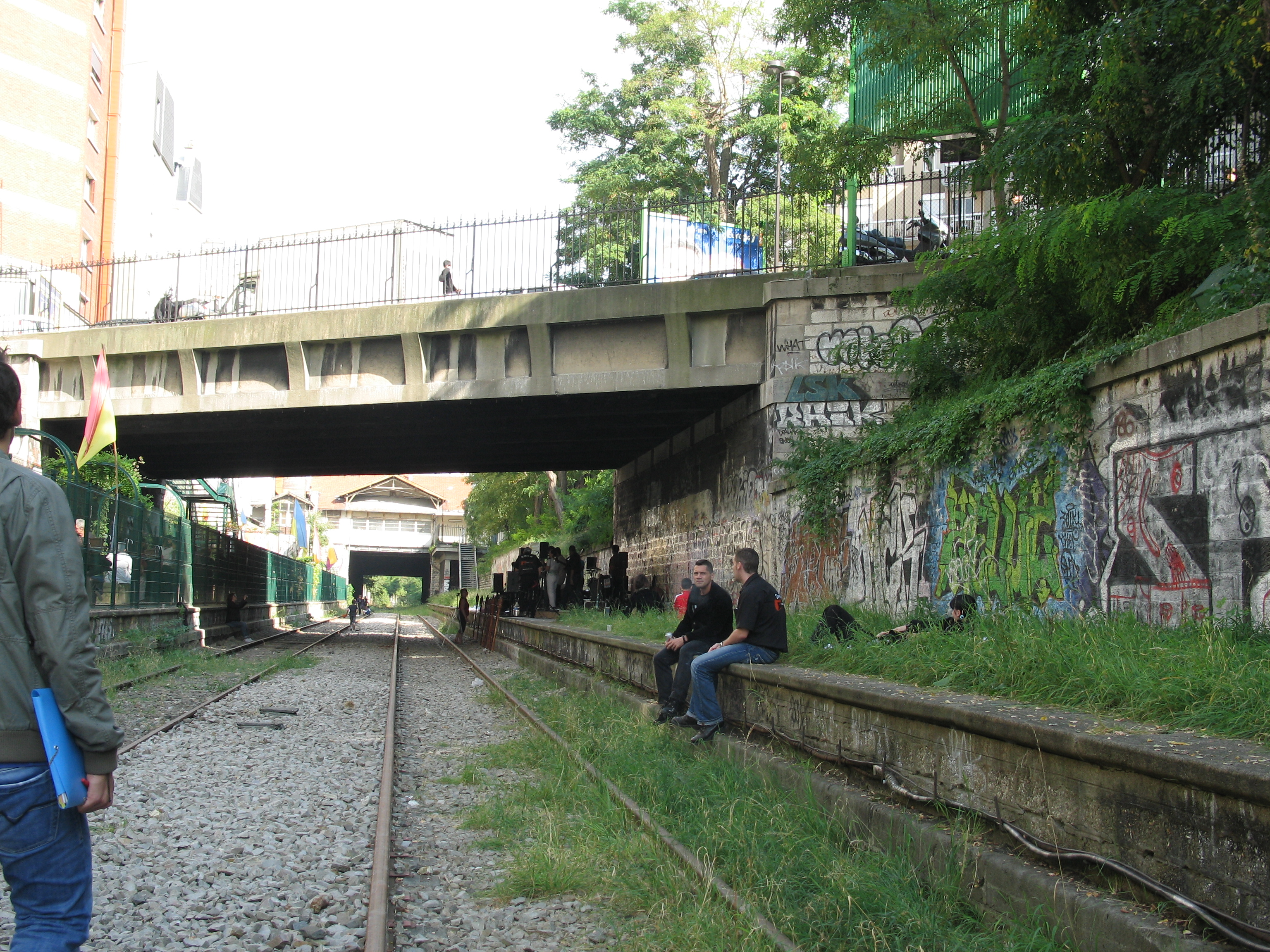
进入铁路的爱好者们
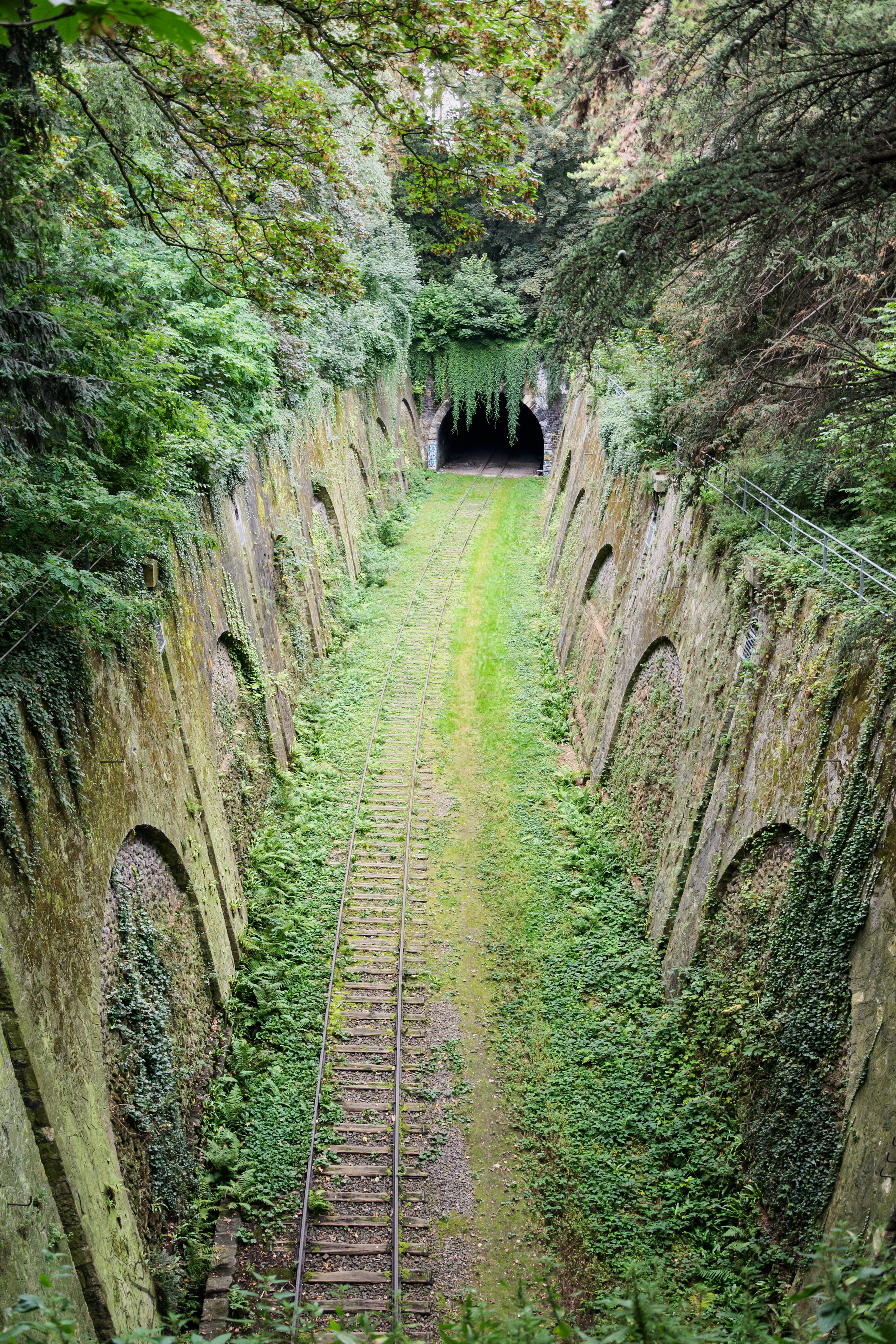
蒙苏里公园隧道
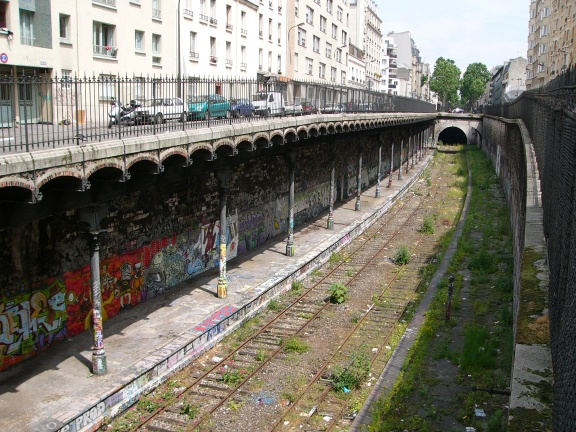
铁路与居民楼仅有一街之隔
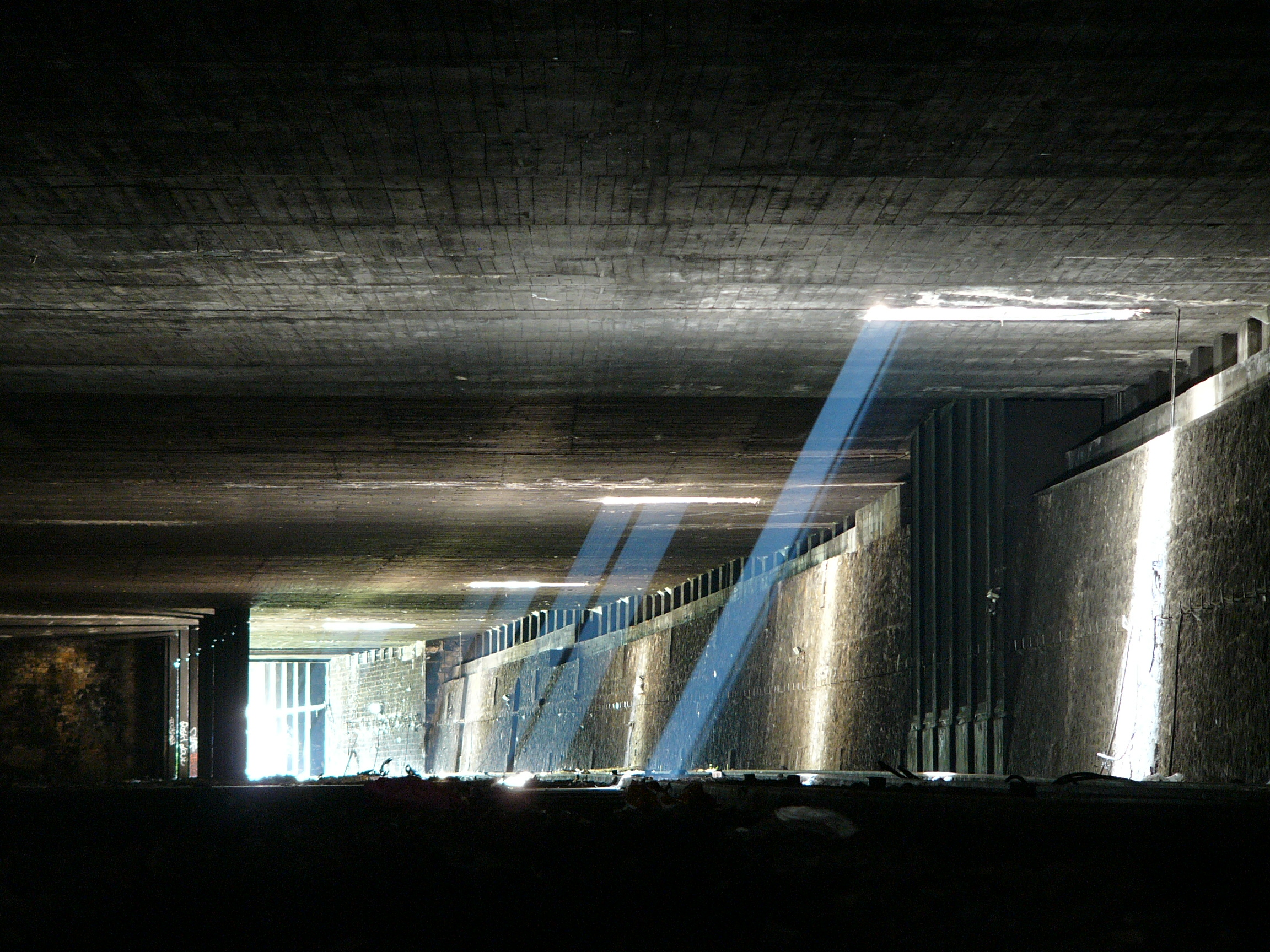
隧道里的天光
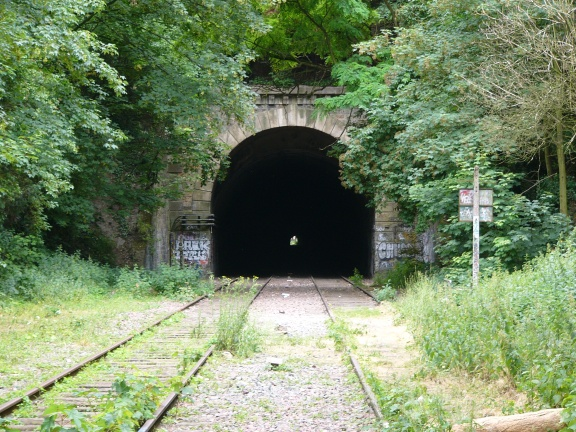
绍蒙高地隧道
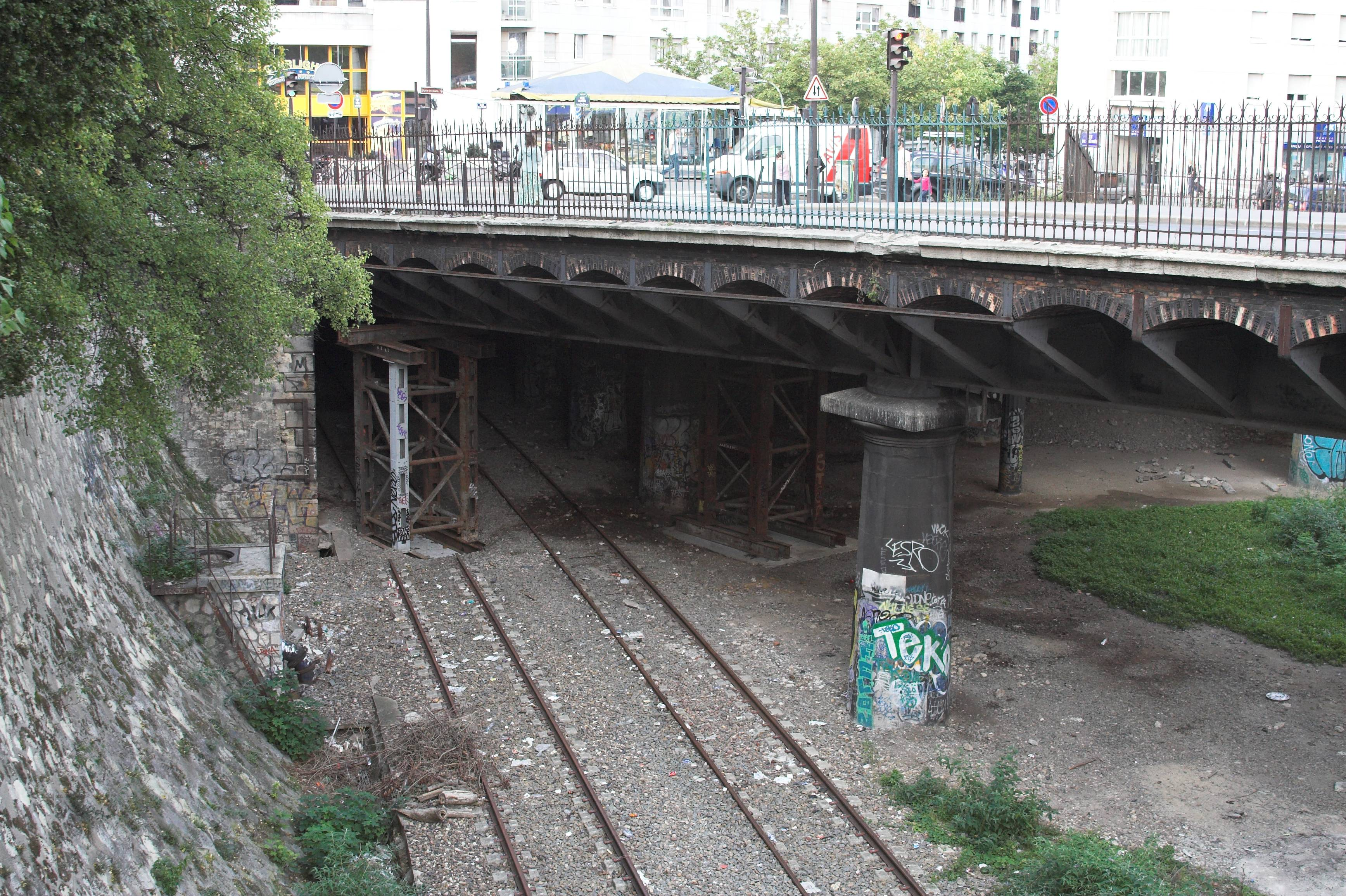
马路支撑柱把铁轨切断
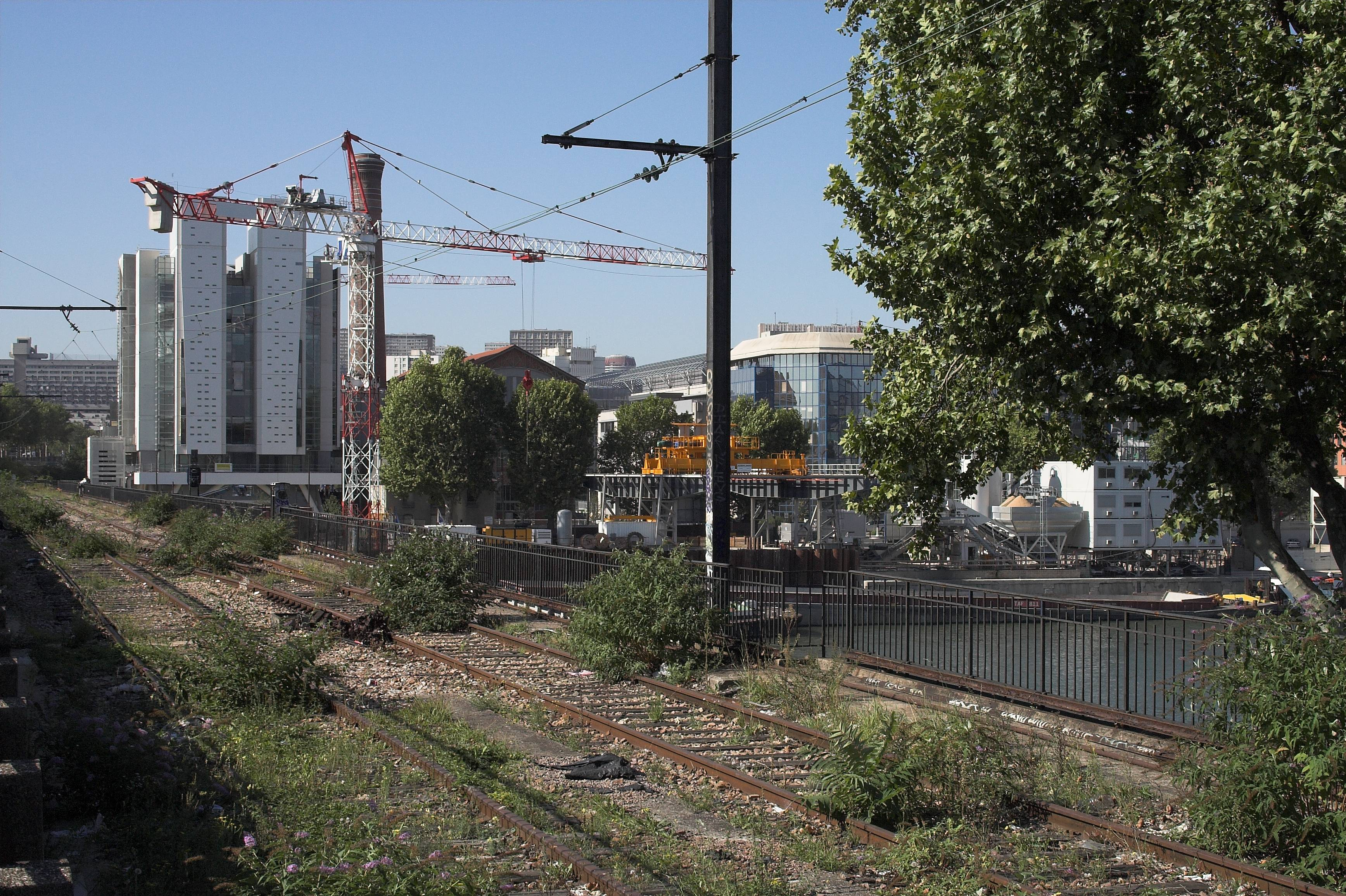
环城铁路跨过塞纳河
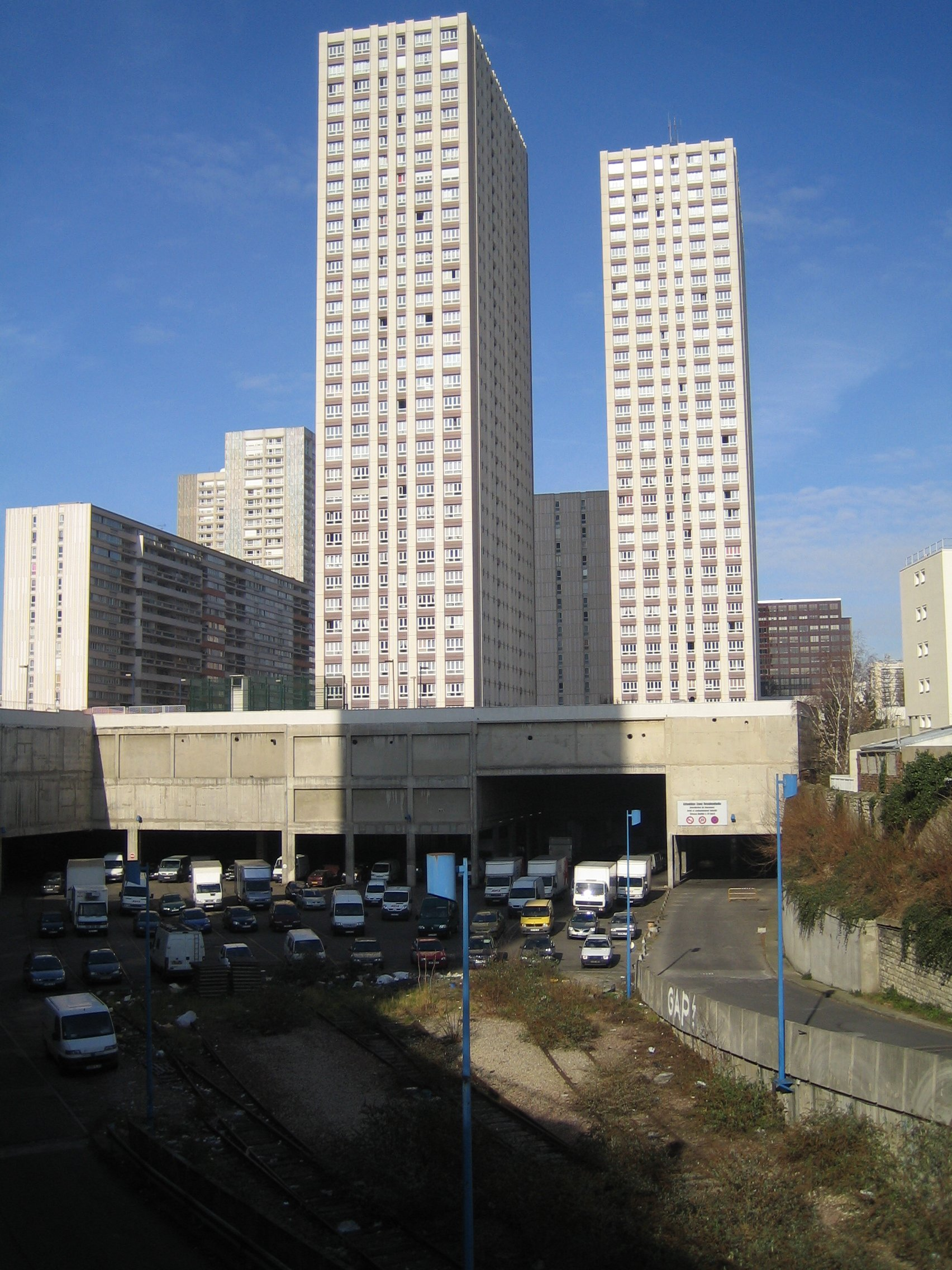
巴黎十三区的戈布兰货场
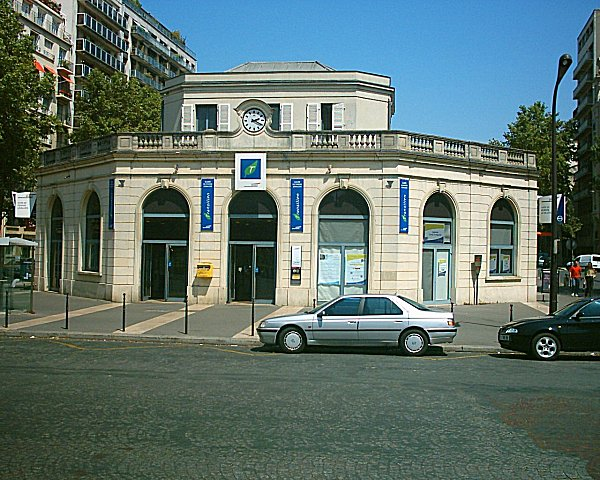
已成为RER车站的环城铁路车站